# Etroplus

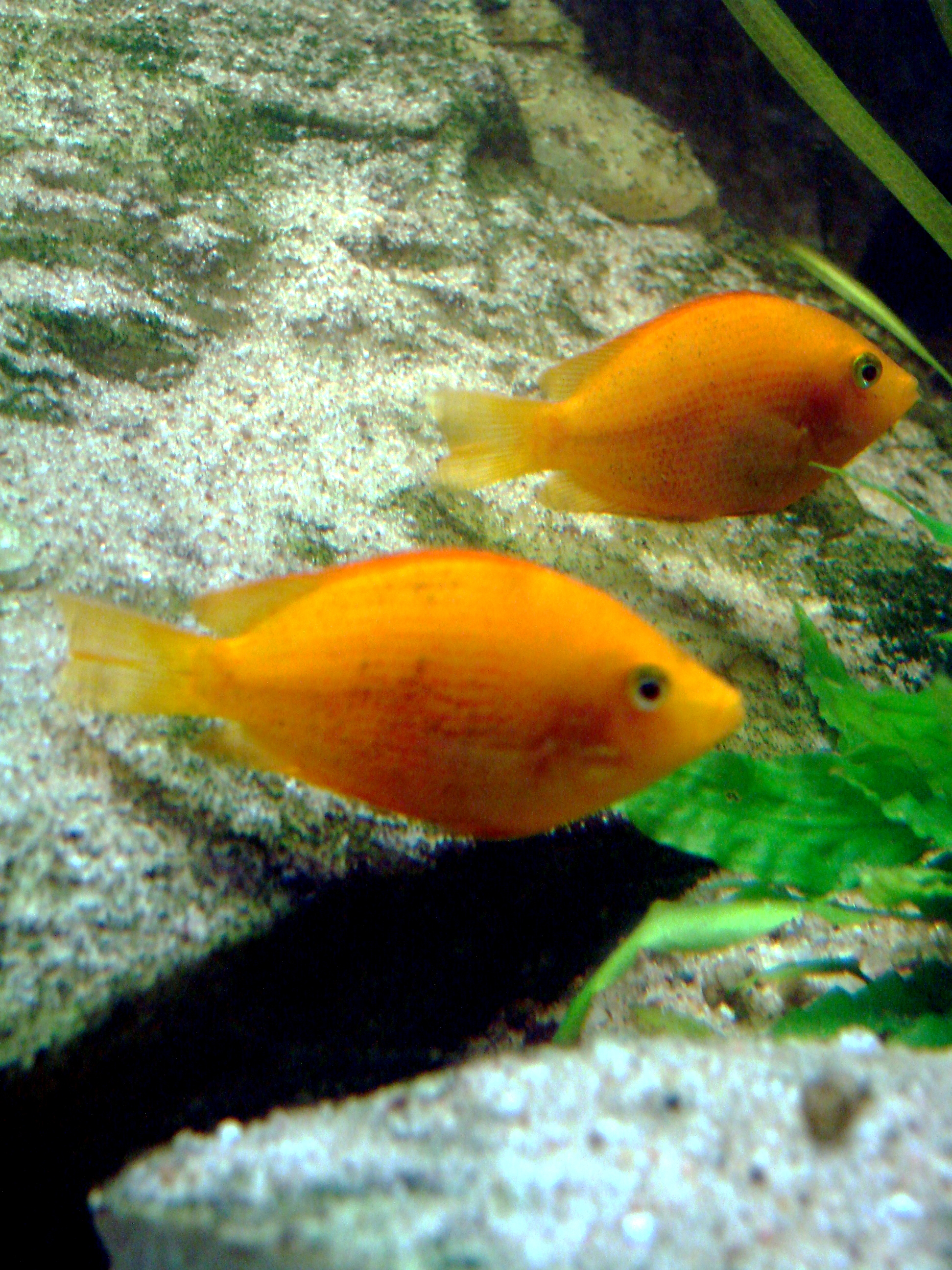
Etroplus maculatus

Etroplus és un gènere de peixos pertanyent a la família dels cíclids.

## Distribució geogràfica
Es troba a Sri Lanka i el sud de l'Índia.

## Taxonomia
- Etroplus canarensis (Day, 1877)[3][4]
- Etroplus maculatus (Bloch, 1795)[5]
- Etroplus suratensis (Bloch, 1790)[6][7][8][9][10][11][12]